# Armenis d'Hongria
Els armenis d'Hongria (Örmények en hongarès) són armenis ètnics que viuen a l'Hongria moderna. Les estimacions del seu nombre estan en un rang entre 30.000 que viuen avui en dia a Hongria, el que representa un 0,01% de la població. Aproximadament dos terços de la població d'Armènia a Hongria viu a Budapest i la província de Pest. Els armenis a Hongria han establert 31 «autogoverns» i aproximadament la meitat parlen armeni com a llengua materna. La parròquia de l'Església Catòlica Armènia ha existit a Hongria des de 1924 i acull un seguit de programes culturals, cosa que també fa el Centre per a la Cultura i Informació d'Armènia a Budapest. Els primers armenis que van arribar a Hongria presumiblement van arribar des dels Balcans durant els segles x-XI. La major part dels armenis d'Hongria van immigrar al país després de la dissolució de la Unió Soviètica.
Els armenis estaven presents des de molt aviat a Hongria (aleshores Regne d'Hongria), cosa que està testimoniada clarament a un document del rei Ladislau IV d'Hongria (al final del segle xiii). En aquell moment van ser autoritzats a fundar les seves pròpies ciutats mercantils, la més notable de les quals era Szamosújvár (avui en dia Gherla, Romania) anomenada Armenòpolis/Armenierstadt o Hayakaghak (Հայաքաղաք).

## Hongaresos notables amb ascendència armènia
- General Ernő Kiss (1799-1849), una de les figures principals de la revolució hongaresa de 1848, i un dels 13 màrtirs d'Arad.
- General Vilmos Lázár (1817-1849) una altra de les principals figures de la revolució de 1848, i també un dels màrtirs d'Arad.
- General János Czetz (1822-1904), un lluitador hongarès prominent per la llibertat, cap d'estat de l'exèrcit hongarès.
- Gábor Agárdy (nascut com Gábor Arklian) actor notable, «actor de la nació» (el màxim honor i escalafó civil que pot tenir un actor a Hongria)
- Erika Marozsán (1972), actriu hongaresa. El seu pare és armeni, però malgrat això tota la família escriu el seu nom d'una forma més hongaresa.
- Ferenc Szálasi (1897-1946) líder del partit Creu Fletxada, nacionalsocialista.